# تب برگشتی

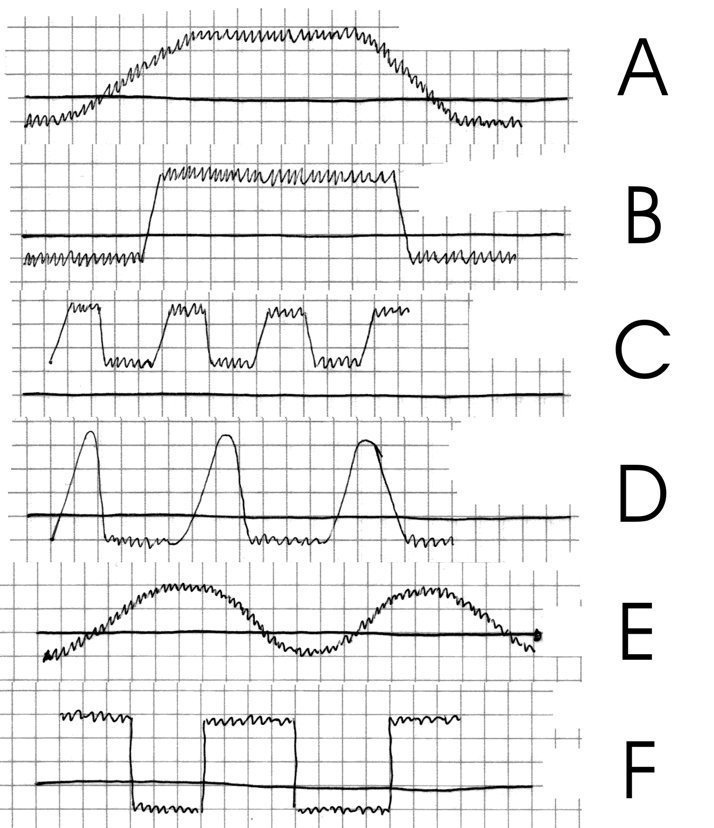
الگوهای روزانهٔ اندازه‌گیری‌شدهٔ تب A) تب مداوم (Continuous fever) B) تب زمانی با افزایش و کاهش سریع C) تب برگشتی (Remittent fever) D) تب متناوب (Intermittent fever) E) تب موجی یا سینوسی (Undulant fever) F) تب عودکننده (راجعه) (Relapsing fever)

تب برگشتی گونه یا الگویی از تب است که در آن دمای بدن به دمای معمول بدن کاهش نیافته و در طول روز بالاتر از حد نرمال باقی می‌ماند. تغییرات روزانهٔ دما بیش از ۱ درجهٔ سانتیگراد در ۲۴ ساعت است که این مورد، تفاوت اصلی این الگوی تب در مقایسه با تب مداوم است. بیشتر بیماری‌های عفونی، دارای این الگوی تب هستند. تشخیص بر پایهٔ پیشینهٔ بالینی بیمار، آزمایش خون، کشت خون و پرتو ایکس قفسهٔ سینه است.

## مثال‌ها
نمونه‌هایی از تب برگشتی به شرح زیر است.
- اندوکاردیت عفونی
- حصبه (تب تیفوئید)
- بروسلوز (تب مالت)

## مدیریت
درمان با استفاده از تب‌بُرها برای کاهش تب و درد بدن انجام می‌شود. آنتی‌بیوتیک‌ها در موارد بیماری‌های عفونی و اندوکاردیت عفونی استفاده می‌شوند، علاوه بر آنتی‌بیوتیک‌ها، پروتز دریچهٔ قلبی و جراحی جایگزینی دریچهٔ متریال نیز استفاده می‌شود.